# 梅利尼基 (亞沃里夫區)
49°53′29″N 23°10′14″E / 49.89139°N 23.17056°E
梅利尼基（烏克蘭語：Мельники），是烏克蘭的村落，位於該國西部利沃夫州，由亞沃里夫區負責管轄，始建於1320年，面積0.29平方公里，海拔高度233米，2001年人口140，人口密度每平方公里479.45人。